# حربل
حربل قرية في منطقة اعزاز في محافظة حلب في سوريا. تقع شمال مدينة حلب. تتبع ناحية مارع. وتعتبر من أكبر وأهم القرى التي تتبع لناحية مارع كما ان لموقعها اهمية كبرى حيث تتوسط كل من ناحية تل رفعت ومارع وتطل على عدة قرى أخرى.
كما ان القرية تنقسم لقسمين قسم هو حربل الحالية والقسم الآخر يقال حربل الشرقية.
إن نحو 99% من السكان هم من العرب وهم محافظين على العادات والتقاليد.